# Campionati del mondo di ciclismo su strada 2017 - Cronometro maschile Under-23
La cronometro maschile Under-23 dei Campionati del mondo di ciclismo su strada 2017 fu corsa il 18 settembre in Norvegia, con partenza ed arrivo a Bergen, su un percorso totale di 37,2 km. Il danese Mikkel Bjerg vinse la gara con il tempo di 47'06"48 alla media di 47,380 km/h, argento allo statunitense Brandon McNulty e a completare il podio il francese Corentin Ermenault.

## Classifica (Top 10)
| Pos. | Corridore          | Squadra       | Tempo     |
| ---- | ------------------ | ------------- | --------- |
| 1    | Mikkel Bjerg       | Danimarca     | 47'06"48  |
| 2    | Brandon McNulty    | Stati Uniti   | a 1'05"92 |
| 3    | Corentin Ermenault | Francia       | a 1'16"65 |
| 4    | Tom Wirtgen        | Lussemburgo   | a 1'18"37 |
| 5    | Callum Scotson     | Australia     | a 1'21"25 |
| 6    | Senne Leysen       | Belgio        | a 1'21"71 |
| 7    | Kasper Asgreen     | Danimarca     | a 1'30"71 |
| 8    | Edoardo Affini     | Italia        | a 1'35"23 |
| 9    | Neilson Powless    | Stati Uniti   | a 1'37"13 |
| 10   | Scott Davies       | Gran Bretagna | a 1'43"02 |